# Australoplana typhlops
Australoplana typhlops is een platworm (Platyhelminthes). De worm is tweeslachtig. De soort leeft in of nabij zoet water.
Het geslacht Australoplana, waarin de platworm wordt geplaatst, wordt tot de familie Geoplanidae gerekend. De wetenschappelijke naam van de soort werd, als Geoplana typhlops, voor het eerst geldig gepubliceerd in 1894 door Dendy.